# Kroppa landskommun
Kroppa landskommun var en tidigare kommun i Värmlands län.

## Administrativ historik
När 1862 års kommunalförordningar trädde i kraft inrättades i Kroppa socken i Färnebo härad i Värmland då denna kommun.
Storfors köping utbröts ur landskommunen 1950.
Vid kommunreformen 1952 kvarstod kommunen oförändrad.
År 1971 uppgick den i Filipstads kommun.
Kommunkoden 1952-1970 var 1705.

### Kyrklig tillhörighet
I kyrkligt hänseende tillhörde kommunen Kroppa församling.

## Kommunvapen
Blasonering: I fält av silver sex radiärt ordnade blå borrsläggor.
Vapnet fastställdes 1963.

## Geografi
Kroppa landskommun omfattade den 1 januari 1952 en areal av 167,66 km², varav 142,60 km² land.

### Tätorter i kommunen 1960
I Kroppa kommun fanns tätorten Nykroppa, som hade 2 144 invånare den 1 november 1960. Tätortsgraden i kommunen var då 82,4 procent.

## Politik

### Mandatfördelning i valen 1938-1966
| 2 | 20 | 2 |  |

| 23 |

| 3 | 21 |  |

| 20 | 5 |

| 4 | 20 |  |

| 23 |

| 2 | 21 | 2 |

| 23 |

| 2 | 22 |  |

| 23 |

|  | 21 | 3 |

| 22 |

| 2 | 21 | 2 |

| 21 | 4 |

| 2 | 19 |  |  | 2 |

| 21 | 4 |